# Zeus
Zeus (in greco antico: Ζεύς?, Zeus AFI: [dzeu̯s]) nella religione greca è il re degli dèi olimpi, dio del cielo e governatore dei fenomeni meteorologici, in particolare del tuono. I suoi simboli sono la folgore, il toro, l'aquila, la quercia e l'olivo.
Figlio del titano Crono e di Rea, è il più giovane tra i suoi fratelli e le sue sorelle: Estia, Demetra, Era, Ade e Poseidone. Nel mito è sposato con Era (protettrice del matrimonio e dei figli), anche se nel santuario dell'oracolo di Dodona come sua consorte si venerava Dione (viene raccontato nell'Iliade che Zeus sia il padre di Afrodite, avuta con Dione).
Il frutto dei suoi numerosi convegni amorosi furono i suoi molti celeberrimi figli, tra i quali Apollo e Artemide, Hermes, Persefone, Atena, Dioniso, Mida, Perseo, Eracle, Elena, Minosse e le Muse. Secondo la tradizione da Era, la moglie legittima, ebbe Ares, Ebe, Efesto, Ilizia ed Eris. Tali rapporti amorosi venivano consumati da Zeus anche sotto forma di animali (cigno, toro, ecc.), dato che tra i suoi enormi poteri egli aveva anche quello di tramutarsi in qualsiasi cosa o umano volesse.
La figura equivalente a Zeus nella mitologia romana era Giove, mentre in quella etrusca era il dio Tinia.

## Etimologia ed elementi del culto

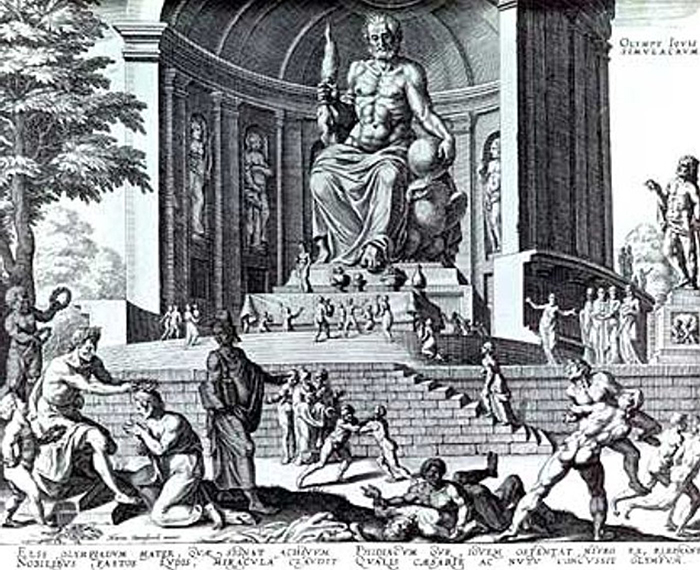
La statua di Zeus Olimpio, a Olimpia - stampa antica

Zeus, in passato anche italianizzato in Zeo, è l'evoluzione di Di̯ēus, il dio del cielo diurno della religione protoindoeuropea chiamato anche Dyeus ph2tēr (Padre Cielo). Il nome del dio deriva dalla radice Diovis (la di in greco) che significa luce, per questo Zeus è il dio della luce. Il dio era conosciuto con questo nome anche in sanscrito (Dyaus ove Dyaus Pita), in lingua messapica (Zis) e in latino (Jupiter, da Iuppiter, che deriva dal vocativo indoeuropeo *dyeu-ph2tēr) lingue che elaborano la radice *dyeu- ("splendere" e nelle sue forme derivate "cielo, paradiso, dio"), nonché nella mitologia germanica e norrena (*Tīwaz, in alto tedesco antico Ziu, in norreno Týr) unito con il latino deus, dīvus e Dis (una variazione di dīves) che proviene dal simile sostantivo *deiwos.
Si pensa che il radicale di grado zero di *Di̯ēus e l'epiteto "padre" siano contenuti nel albanese Zot, che è considerato derivato dal Proto-albanese *dźie̅u ̊ a(t)t-, un antico composto per "padre celeste", in lingua protoindoeuropea *dyew- ("cielo, cielo luminoso") + *átta ("padre"), quindi un affine nella religione protoindoeuropea con *Dyḗus ph₂tḗr e con i suoi discendenti: Illirico Dei-pátrous, Sanscrito द्यौष्पितृ (Dyáuṣ Pitṛ́), Proto-italico *djous patēr (da cui latino Iuppiter), Greco antico Ζεῦ πάτερ (Zeû páter).
Alcuni linguisti hanno anche proposto l'etimologia proto-albanese *dzwâpt *w(i)tš-pati-, "padrone di casa"; infine dal protoindoeuropeo *wiḱ-potis, "capo del clan").
Per i Greci e i Romani il dio del cielo era anche il più grande degli dei, mentre nelle culture nordiche questo ruolo era attribuito a Odino: di conseguenza questi popoli non identificavano, per il suo attributo primario di dio del tuono, Zeus/Giove né con Odino né con Tyr, quanto piuttosto con Thor (Þórr). Zeus è l'unica divinità dell'Olimpo il cui nome abbia un'origine indoeuropea così evidente.
In aggiunta a questa origine indoeuropea, lo Zeus dell'epoca classica prendeva alcuni aspetti iconografici dalle culture del Vicino Oriente, come lo scettro. Gli artisti greci immaginavano Zeus soprattutto in due particolari posizioni: in piedi, mentre con il braccio destro alzato segue ad ampie falcate una folgore che ha appena scagliato, oppure seduto sul suo trono.

### Il ruolo di Zeus nella mitologia classica greca
Zeus era il più importante degli dèi e comandava su tutto l'antico Pantheon Olimpico greco. Fu padre di molti eroi ed eroine e la sua figura è presente nella maggior parte delle leggende che li riguardano. Sebbene lo Zeus "radunatore di nuvole" dei poemi omerici fosse un dio del cielo e del tuono al pari delle equivalenti divinità orientali, rappresentava anche il massimo riferimento culturale del popolo Greco: sotto certi aspetti egli era l'espressione più autentica della religiosità greca e incarnava l'archetipo del divino proprio di quella cultura.

### Gli epiteti di Zeus
Gli epiteti o i titoli attribuiti a Zeus enfatizzano i vari campi nei quali esercita la sua autorità. I più comuni sono:
- Zeus Aitnaîos – Zeus Etneo, relativo al monte-vulcano Etna, come l'Olimpo, sacro a Zeus.
- Zeus Apómuios – Zeus scaccia-mosche, a cui, secondo Pausania, si facevano sacrifici per allontanare le mosche[13]; comparato in Dictionary of Deities and Demons in the Bible alle teorie di Friedrich W. A. Baethgen e Karl Arvid Tångberg sul nome Ba' al Zebub[14] (l'epiteto Àpómuios secondo il Dictionnaire étymologique de la langue grecque, di Pierre Chantraine, è attribuito anche a Eracle[15]).
- Zeus Nemeos – Zeus Nemeo, relativo a Nemea, città dell'Argolide, dove si disputavano i Giochi panellenici, dedicati a Zeus, che svolgevano a cadenza biennale.
- Zeus Olympios – Zeus Olimpio, relativo al dominio di Zeus sia sugli altri dèi, sia sui Giochi panellenici che si tenevano a Olimpia[16].
- Zeus Oratrios – dio del fulmine, il fuoco celeste, epiteto cretese della divinità[17].
- Zeus Panhellenios – Zeus di tutti i Greci al quale era dedicato il famoso tempio di Eaco sull'isola di Egina.
- Zeus Xenios – Zeus degli stranieri in quanto era il protettore degli ospiti e dell'accoglienza, sempre pronto a impedire che fosse fatto qualcosa di male ai forestieri.
- Zeus Horkios, il dio che si occupava della veridicità dei giuramenti: i bugiardi che venivano scoperti dovevano dedicare una statuetta votiva a Zeus, spesso al santuario di Olimpia.
- Zeus Agoraios, poiché vigilava sugli affari che si svolgevano nell'agorà e puniva i commercianti disonesti.
- Zeus Meilichios – Facile da invocare: Zeus aveva assunto su di sé il culto dell'antico daimon Meilichio[18] che in precedenza gli Ateniesi erano adusi propiziarsi.
- Zeus Cronide – Figlio di Crono: patronimico di Zeus. Benché Crono (il Tempo) avesse avuto altri figli, il Cronide per antonomasia è Zeus[19].
- Zeus Egioco – Zeus possessore dell'egida, lo scudo ricoperto con la pelle della capra Amaltea che secondo il mito aveva nutrito con il suo latte Zeus da bambino.
- Zeus Soter – Zeus il salvatore, protettore, in quanto protettore e salvatore di tutta l'umanità.
- Zeus Erceo – Zeus protettore della casa.
- Zeus Eleutherios (Ἐλευθέριος): Zeus che dà la libertà", un culto venerato presso la Stoa di Zeus nell'agorà di Atene

Oltre alle forme presentate poco sopra, esistevano nel mondo greco anche epiteti tipicamente locali. Ne è un esempio l'epiteto Zeus Abretano, utilizzato nella regione della Misia e derivato dal nome della provincia Abretana. Inoltre esistevano anche alcuni culti locali dedicati a Zeus che mantenevano un loro proprio e singolare modo di concepire e adorare il re degli dèi. Seguono alcuni esempi.

#### Zeus a Creta
A Creta Zeus era adorato in alcune grotte che si trovano nei pressi di Cnosso, Ida e Paleocastro. Le leggende di Minosse ed Epimenide suggeriscono che queste grotte anticamente fossero usate da re e sacerdoti come luogo per fare divinazioni. La suggestiva ambientazione delle Leggi di Platone, che si svolge lungo la strada che conduce i pellegrini verso uno di questi siti, sottolinea la conoscenza del filosofo dell'antica cultura cretese. Nelle rappresentazioni artistiche tipiche dell'isola Zeus compare, invece che come un uomo adulto, con l'aspetto di un giovane dai lunghi capelli e gli inni a lui dedicati cantano del ho megas kouros, ovvero "il grande giovane". Insieme ai Cureti, un gruppo di danzatori armati dediti a rituali estatici, sovrintendeva al duro addestramento atletico e militare, nonché ai segreti riti iniziatici, previsti dalla Paideia cretese.

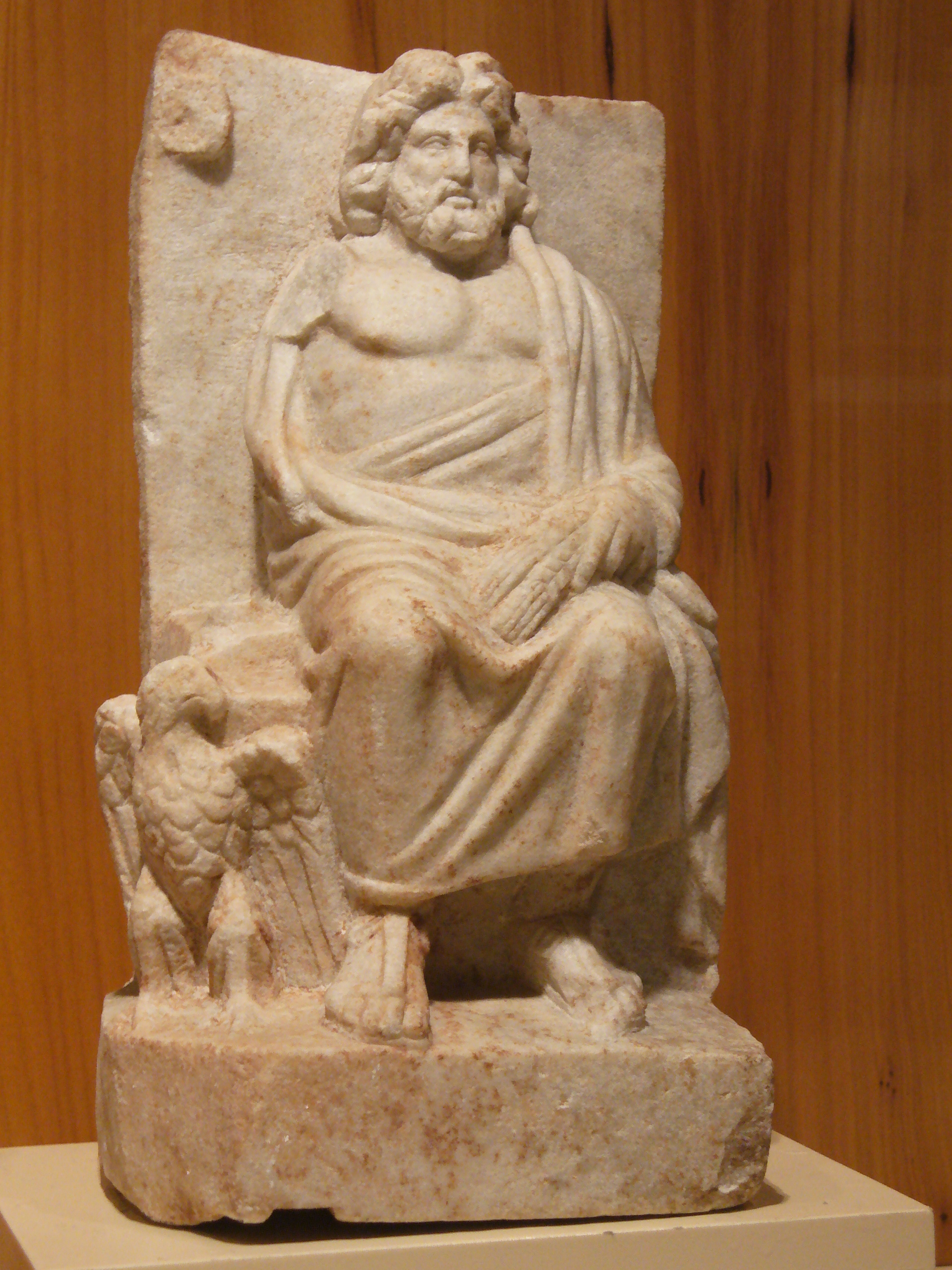
Statua di Zeus rinvenuta a Nicomedia in Bitinia - Museo archeologico di Istanbul

#### In Esopo
Creta è menzionata riguardo a Zeus anche nei racconti di Esopo: nella favola dell'Asino, Zeus esaudisce la preghiera di un asino, assegnandogli un fabbricante di vasi di Creta al posto dell'ortolano, che grava l'animale di pesi ancora maggiori. Il fabbricante viene infine sostituito con un conciatore di cuoio, che oltre a negare il perdono all'asino, lo priverà della vita. 

Secondo un'altra favola, Zeus plasmò l'uomo e la donna e poi ordinò ad Hermes di portarli sulla Terra e insegnare loro come procurarsi il cibo scavando, pur contro il volere di questa, che punì la loro ingiuria con pianti e dolore. Sia gli dei che gli uomini vennero puniti per avere mosso contro il volere di una divinità, Gea, madre dei Titani e dei Giganti che nel secondo racconto rivela al messaggero di Zeus una volontà espressamente discorde.

#### Zeus Lykaios in Arcadia
L'epiteto Lykaios è morfologicamente connesso alla parola lyke (luminosità), ma a prima vista si può facilmente associare anche a lykos (lupo). Quest'ambiguità semantica si riflette sul singolare culto di Zeus Lykaios, celebrato nelle zone boscose e più remote dell'Arcadia, nel quale il dio assume caratteristiche sia di divinità lucente sia lupina. Il primo aspetto si evidenzia nel fatto che è il signore del monte Licaone (la montagna splendente), che è la cima più alta dell'Arcadia e sulla quale, secondo una leggenda, si trova un recinto sacro sul quale non si sono mai posate ombre. Il secondo invece si rifà al mito di Licaone (l'uomo lupo), il re dell'Arcadia i cui leggendari antichi atti di cannibalismo venivano ricordati per mezzo di bizzarri riti. Secondo Platone una setta si sarebbe riunita sul monte ogni otto anni per celebrare sacrifici in onore di Zeus Lykaios durante i quali si mescolava un singolo pezzo di interiora umane a interiora animali e poi si distribuiva il tutto ai presenti: chi avesse mangiato il pezzo di carne umana si sarebbe trasformato in un lupo e avrebbe potuto recuperare la propria forma umana solo se non ne avesse più mangiata fino alla conclusione del successivo ciclo di otto anni.

#### Zeus Etneo in Sicilia
Il culto di Zeus Aitnàios (etneo) è riportato nelle odi di Pindaro ed è attestato dalla produzione numismatica locale. Il tempio del dio era ubicato nella città di Áitna (Etna), fondata da Gerone I di Siracusa. Alcuni scoli di Pindaro riportano che Gerone I donò al tempio una statua di Zeus, che potrebbe essere quella rappresentata nel tetradramma di Aitna.

Zeus Aitnàios (tetradracma di Áitna)

#### Lo Zeus del sottosuolo
Sebbene l'etimologia del nome indichi che Zeus originariamente era un dio del cielo, in diverse città greche si adorava una versione locale di Zeus che viveva nel mondo sotterraneo. Gli Ateniesi e i Sicelioti (Greci di Sicilia) veneravano Zeus Meilichios (dolce o mellifluo), mentre in altre città vigeva il culto di Zeus Chthonios (della terra), Katachthonios (del sottosuolo) e Plousios (portatore di ricchezza). Queste divinità nelle forme d'arte potevano essere visuale parimenti rappresentate sia come uomo sia come serpente. In loro onore si sacrificavano animali di colore nero che venivano affogati dentro a pozzi, come si faceva per divinità ctonie come Persefone e Demetra o sulla tomba degli eroi. Gli dèi olimpi, invece, ricevevano in olocausto animali di colore bianco che venivano uccisi sopra ad altari.
In alcuni casi gli abitanti di queste città non sapevano con certezza se il daimon in onore del quale effettuavano i sacrifici fosse un eroe oppure lo Zeus del sottosuolo. Così il santuario di Lebadea in Beozia potrebbe essere stato dedicato sia all'eroe Trofonio sia a Zeus Trephonius (colui che nutre), a seconda che si scelga di dare retta a Pausania oppure a Strabone. L'eroe Anfiarao era venerato come Zeus Amphiaraus a Oropo, nei pressi di Tebe, e pure a Sparta c'era un santuario di Zeus Agamennone.

### Gli oracoli di Zeus
Anche se la maggior parte degli oracoli erano generalmente dedicati ad Apollo, a eroi oppure a dee come Temi, esistevano anche alcuni oracoli dedicati a Zeus.

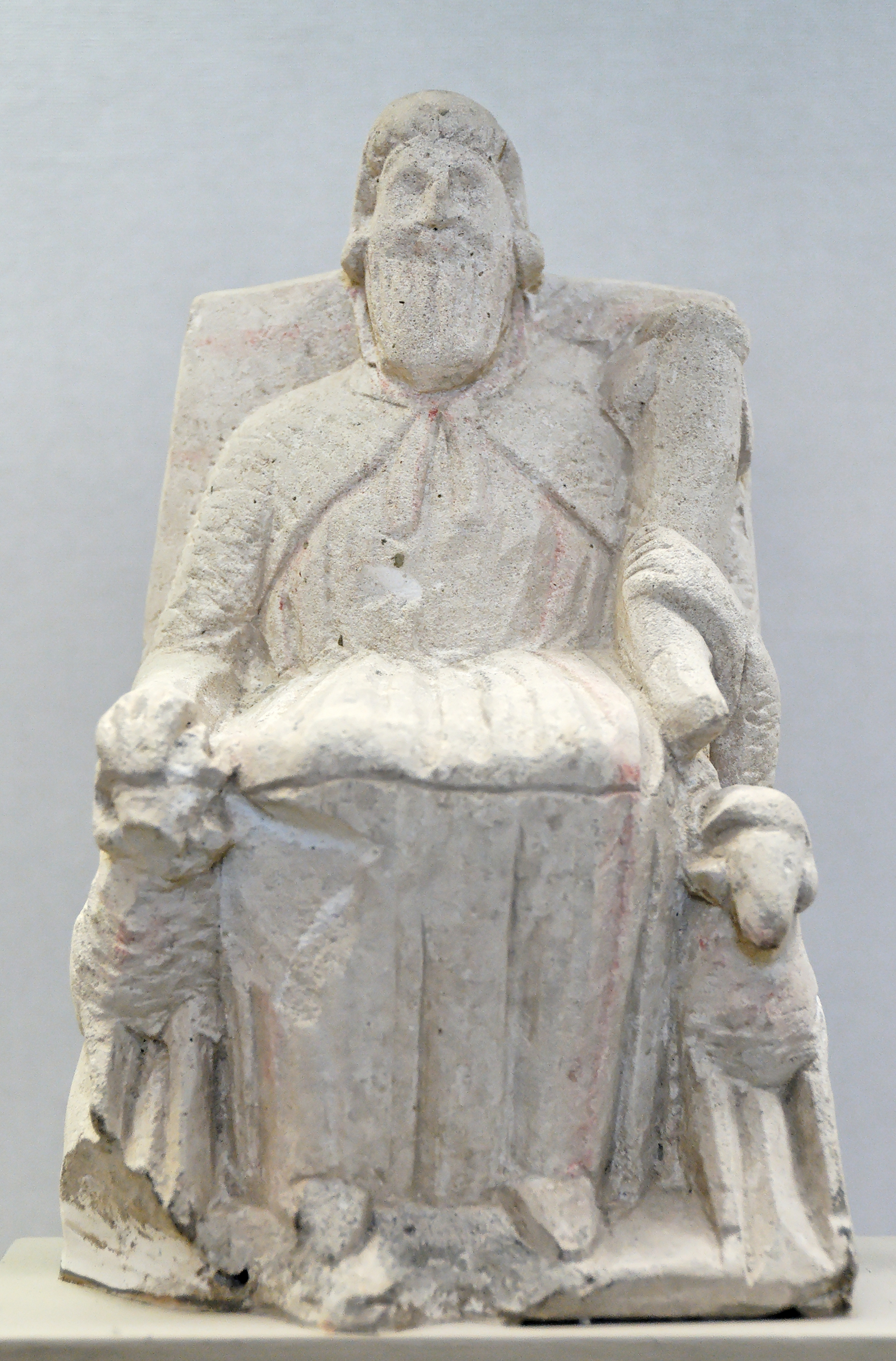
Zeus-Amon seduto sul trono - statua risalente al III secolo a.C. rinvenuta a Cipro - Museo del Louvre - Parigi

#### L'oracolo di Dodona
Il culto di Zeus a Dodona nell'Epiro, località per la quale vi sono prove dello svolgersi di attività cerimoniali a partire dal II millennio a.C., era bosco di querce sacre, memore del culto alla Titana Rea, madre di Zeus. All'epoca in cui fu composta l'Odissea (circa il 750 a.C.) l'attività divinatoria era condotta da sacerdoti scalzi chiamati Selloi, che si stendevano a terra e osservavano lo stormire delle foglie e dei rami dell'albero. All'epoca in cui Erodoto scrisse a sua volta di Dodona i sacerdoti erano stati sostituiti da sacerdotesse chiamate Peleiadi (colombe). L'oracolo di Dodona è considerato da Erodoto il più antico della Grecia, precedente anche al tempo in cui i Pelasgi avessero dato un nome agli dei.

#### L'oracolo di Siwa
L'oracolo di Amon nell'Oasi di Siwa che si trovava nel lato occidentale del deserto egiziano non era situato entro i confini del mondo greco prima dell'epoca di Alessandro Magno, ma fin dall'età arcaica aveva esercitato una forte influenza sulla cultura greca: Erodoto nella sua descrizione della guerra greco-persiana dice che Zeus Amon fu consultato varie volte. Zeus Amon era tenuto in particolare considerazione a Sparta, dove fin dall'epoca della guerra del Peloponneso esisteva un tempio in suo onore.
Quando Alessandro Magno si avventurò nel deserto per consultare l'oracolo di Siwa, scoprì l'esistenza di una Sibilla libica.

#### Altri oracoli di Zeus
Si dice che entrambi gli oracoli figli di Zeus Trofonio e Anfiarao dessero responsi di tipo oracolare nei santuari a loro dedicati.

### Zeus e le divinità straniere
Zeus era l'equivalente del dio della mitologia romana Giove e nell'immaginario sincretico classico era associato con varie altre divinità, come l'egizio Amon, e l'etrusco Tinia. Insieme con Dioniso aveva assorbito su di sé il ruolo del principale dio frigio Sabazios dando vita alla divinità conosciuta nel sincretismo dell'antica Roma come Sabazio.

## Zeus nella mitologia

### La nascita di Zeus
Il titano Crono ebbe molti figli dalla sorella e moglie Rea: Estia, Demetra, Era, Ade e Poseidone, ma li divorò tutti appena nati, dal momento che aveva saputo da Gea e Urano che il suo destino era di essere spodestato da uno dei suoi figli così come lui stesso aveva spodestato suo padre. Quando però Zeus stava per nascere, Rea escogitò un piano per salvarlo, in modo che Crono ricevesse la giusta punizione per ciò che aveva fatto a Urano e ai suoi stessi figli. Rea partorì Zeus a Creta, consegnando al suo posto a Crono una pietra fasciata con dei panni che egli divorò immediatamente. La madre nascose Zeus in una cesta sospesa ad un albero, sorvegliato dai Cureti, creature danzatrici del monte Ide, dalle ninfe dei fiumi e dalla capra Amaltea. Il mito sarebbe, secondo Cicerone, un'allegoria: Krònos, altro non è che una leggera variante di chrònos, tempo. Quanto poi al nome Saturno deriva dal fatto che questo dio è saturo di anni. La finzione che divorasse i suoi figli sta a simboleggiare che il tempo distrugge i giorni che passano e fa degli anni trascorsi il suo nutrimento senza mai saziarsi. Analogamente si immaginò che il figlio Giove lo incatenasse per evitare che si abbandonasse a movimenti disordinati e per conservarlo avvinto ai moti degli astri.
Rea nascose quindi Zeus in una grotta sul Monte Ida a Creta e, a seconda delle varie versioni della leggenda:
- fu allevato ed educato da Gea.
- fu allevato da una capra di nome Amaltea, mentre un gruppo di Cureti gridavano, danzavano e battevano le loro lance contro gli scudi perché Crono non sentisse il pianto del bambino.
- fu allevato da una Ninfa di nome Adamantea. Dato che Crono dominava la Terra, i cieli e il mare, lo nascose appendendolo a una fune legata a un albero in modo che, sospeso fra i tre elementi, fosse invisibile al padre.
- fu allevato da delle Ninfe di nome Cinosura e Elice. In segno di gratitudine Zeus, una volta cresciuto, le trasformò in stelle.
- fu allevato da Melissa, che lo nutrì con latte di capra.

### L'ascesa al trono degli dei

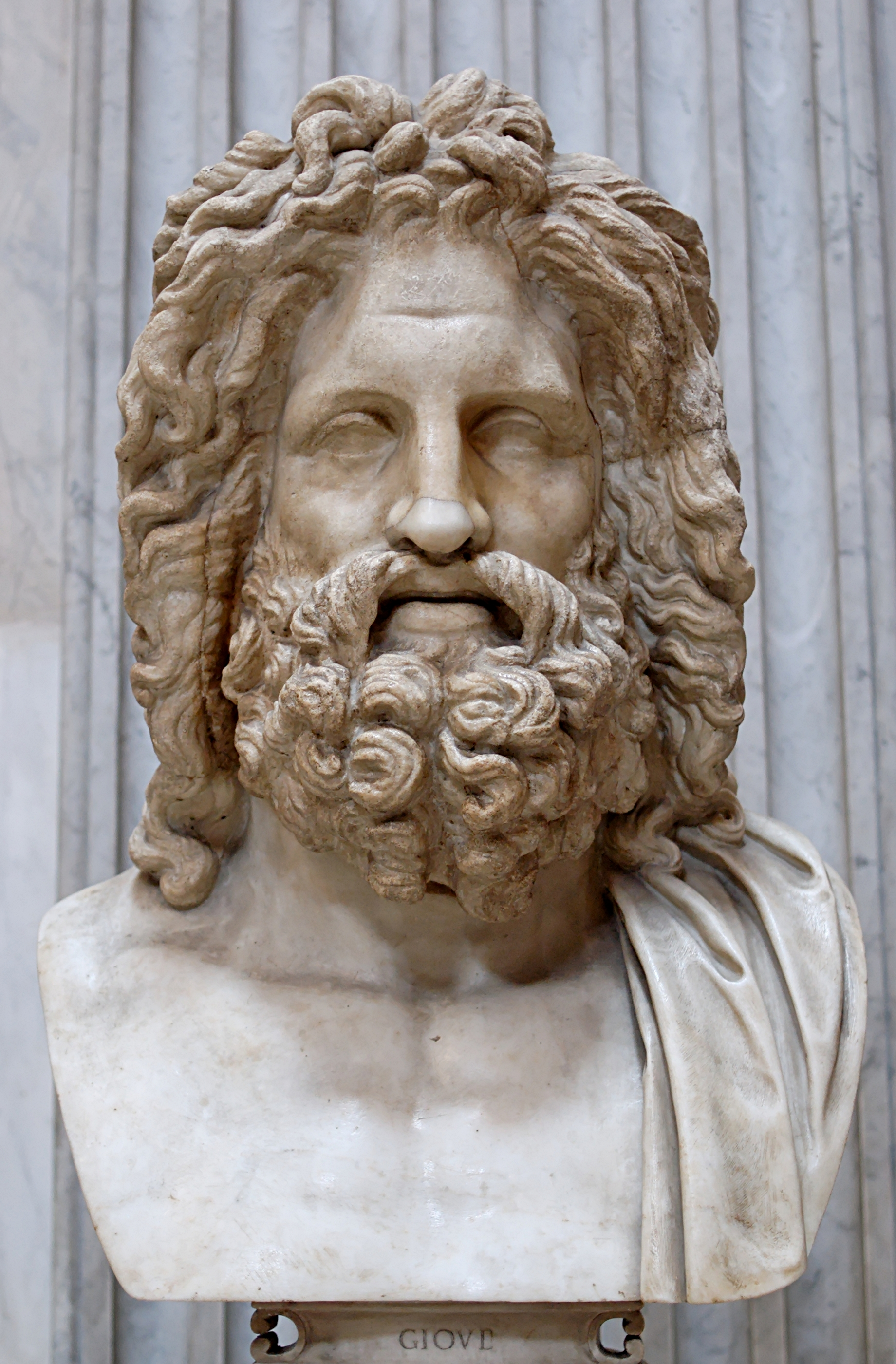
Lo Zeus di Otricoli - marmo - Copia romana di un originale greco del IV secolo - Musei Vaticani

Raggiunta l'età adulta, Zeus costrinse Crono a rigettare prima la pietra che l'aveva sostituito, poi i suoi fratelli e sorelle nell'ordine inverso rispetto a quello in cui erano stati ingeriti. Secondo alcune versioni della leggenda Metide diede un emetico a Crono per costringerlo a vomitare i figli, mentre secondo altre ancora Zeus squarciò lo stomaco del padre. A questo punto Zeus liberò dalla loro prigione nel Tartaro anche i fratelli di Crono: gli Ecatonchiri e i Ciclopi. Insieme, Zeus e i suoi fratelli e sorelle, gli Ecatonchiri e i Ciclopi rovesciarono dal trono Crono e gli altri Titani grazie alla terribile battaglia chiamata Titanomachia. I Titani sconfitti furono da allora confinati nell'oscuro regno sotterraneo del Tartaro. Atlante, in quanto capo dei Titani che avevano combattuto contro Zeus, fu condannato a reggere il cielo sulle sue spalle.
Dopo la battaglia contro i Titani Zeus si spartì il mondo con i suoi fratelli maggiori Poseidone e Ade sorteggiando i tre regni: Zeus ebbe in sorte i cieli e l'aria, Poseidone le acque e ad Ade toccò il mondo dei morti. L'antica terra, Gaia, non poté essere concessa ad alcuno, ma venne condivisa da tutti e tre a seconda delle loro capacità.
Furibondi perché Zeus aveva confinato nel Tartaro i loro fratelli Titani, i Giganti si ribellarono agli dèi Olimpi e scatenarono a loro volta la Gigantomachia, cominciando a scagliare massi e tizzoni ardenti verso il cielo. Era profetizzò che « [...] i Giganti non sarebbero mai stati sconfitti da un dio, ma soltanto da un mortale che vestiva con pelli di leone, e solo con una certa erba che rendeva invulnerabili.». L'uomo fu identificato con Eracle, e Zeus, vagando in una regione indicatagli da Atena, trovò l'erba magica. Così furono sconfitti anche i Giganti.
Gaia si risentì per il modo in cui Zeus aveva trattato i Titani e i Giganti, dato che erano figli suoi. Così, poco dopo essersi impossessato del trono degli dèi, Zeus dovette affrontare anche il mostro Tifone, figlio di Gaia e del Tartaro. Zeus sconfisse Tifone e lo schiacciò sotto una montagna, secondo una versione sotto l'Etna.

### Zeus ed Era
Zeus era sia il fratello sia il marito di Era. Con lei ebbe Ares, Ebe ed Efesto, anche se alcune leggende narrano che Era diede vita ai suoi figli da sola. Altri miti includono tra la loro discendenza anche Ilizia. Le numerose conquiste che Zeus fece tra le ninfe e le mortali, che diedero inizio alle più importanti dinastie greche, sono proverbiali. La mitografia gli attribuisce relazioni tra le divinità con Demetra, Latona, Dione e Maia, mentre tra le mortali con Semele, Io, Europa e Leda. (Per maggiori dettagli si rimanda ai paragrafi successivi)
Molte leggende dipingono un'Era gelosissima delle conquiste amorose del marito e fiera nemica delle sue amanti e dei figli da loro generati. Una volta a una ninfa di nome Eco venne affidato il compito di distrarre Era dalle attività di Zeus, parlandole in continuazione: quando la dea se ne accorse, con un incantesimo costrinse Eco a ripetere le parole che udiva dagli altri.

### La legge divina di Zeus
Sebbene la mitologia greca non preveda precetti o comandamenti trasmessi dagli dèi agli uomini, come invece accade nella tradizione del popolo ebraico con il Dio d’Israele, Zeus è considerato il re della giustizia e vigila su coloro che non rispettano la legge dell’ospitalità. Egli punisce chi non accoglie i forestieri e benedice invece chi onora la natura e protegge gli stranieri.
I Greci credevano che uomini di grande valore avessero avuto contatti diretti con gli dèi, ricevendo da essi istruzioni sacre su come condurre la propria vita. Tra questi si ricordano Platone, Esiodo, Omero e altri ancora. Nei loro dialoghi e poemi, essi descrivono il carattere degli dèi e indicano come l’uomo debba imitarli.
Inoltre, il mito fa riferimento a precetti precisi trasmessi da Apollo alla Pizia, noti come le Massime Delfiche.

### Altri racconti su Zeus

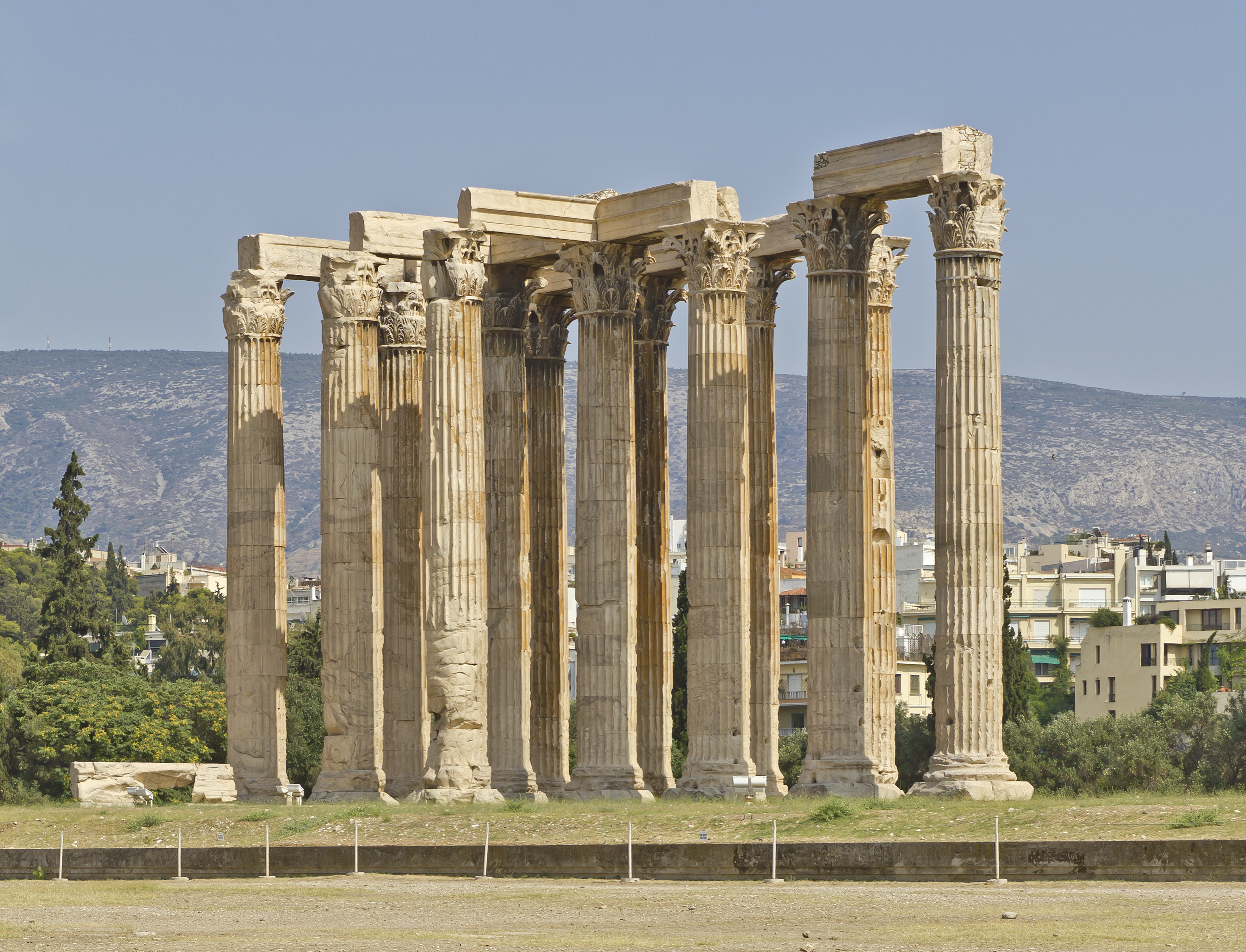
Il Tempio di Zeus Olimpio ad Atene

- Sebbene Zeus si comportasse talvolta in modo severo e irascibile, era in lui presente anche un profondo senso di giustizia sacra, che probabilmente è esemplificato al meglio negli episodi in cui fulmina Capaneo per la sua arroganza e quando aiuta Atreo ingannato dal fratello. Inoltre proteggeva forestieri e viaggiatori da coloro che intendevano fare loro del male.
- Zeus trasformò Pandareo in una statua per punirlo del furto del cane di bronzo che, quando era un bimbo, lo aveva custodito nella grotta sacra a Creta.
- Zeus uccise Salmoneo con un fulmine per aver tentato di impersonarlo andando in giro con un carro di bronzo e gridando per imitare il rumore del tuono.
- Zeus trasformò Perifa in un'aquila, dopo la sua morte, come ricompensa per essere stato un uomo onesto e giusto.
- Una ninfa di nome Chelona rifiutò di presenziare al matrimonio di Zeus ed Era: per punirla Zeus la trasformò in una tartaruga.
- Zeus ed Era trasformarono il re Emo e la regina Rodope di Tracia in due montagne per punirli della loro vanità.
- Zeus condannò Tantalo a essere torturato in eterno nel Tartaro per aver indotto con l'inganno gli dèi a mangiare le carni di suo figlio.
- Zeus condannò Issione a essere legato in eterno a una ruota infuocata per aver tentato di fare sua Era.
- Zeus fece sprofondare i Telchini in fondo al mare per aver inaridito la terra con le loro terribili magie.
- Zeus accecò il veggente Fineo e mandò le Arpie a tormentarlo insozzando i suoi banchetti per punirlo di aver rivelato i segreti degli dèi.
- Zeus ricompensò Tiresia con una vita tre volte più lunga del normale per aver giudicato in suo favore la disputa sorta con Era su quale dei due sessi provasse più piacere durante l'amplesso.
- Zeus punì Era appendendola a testa in giù dal cielo quando aveva tentato di affogare Eracle mandandogli contro una tempesta.
- Tra i numerosi figli che aveva avuto, Eracle è stato spesso descritto come il preferito da Zeus. Infatti Eracle fu spesso chiamato sia dalla gente sia da vari dèi il figlio prediletto di Zeus: una leggenda narra come, quando una stirpe di Giganti nati dalla terra minacciava l'Olimpo e l'Oracolo di Delfi aveva detto che solo le forze riunite di un singolo mortale e di un dio potevano fermarli, Zeus scelse Eracle per combattere al suo fianco e, insieme, sconfissero i mostri.
- Zeus ebbe molti figli, la maggior parte da relazioni clandestine, ma si narra che la dea Atena, sua figlia, sia nata senza amplesso. Zeus mostrava gelosia nei confronti della moglie Era, che aveva generato da sola il dio Efesto, senza ricorrere ad atti sessuali, quindi Zeus, decise di generare a sua volta un figlio senza bisogno di un'altra donna. Così nacque Atena, uscendo dal cranio spaccato di Zeus.

## Elenco delle amanti e dei figli di Zeus

### Divinità
| Madre     | Figli |
| --------- | --- |
| Calliope  | 1. Coribanti |
| Cibele    | 1. Agdistis |
| Climene   | 1. Mirtilo |
| Demetra   | 1. Persefone |
| Dione     | 1. Afrodite |
| Dino      | 1. Ninfe |
| Doride    | 1. Scamandro |
| Era       | 1. Ares 2. Efesto 3. Ebe 4. Eris 5. Ilizia 6. Enio |
| Echidna   | 1. Agatirso 2. Gelono 3. Scite |
| Eris      | 1. Ate 2. Lite |
| Eos       | 1. Ersa |
| Eurinome  | 1. Grazie 1. Aglaia 2. Eufrosine 3. Talia 2. Asopo |
| Ferea     | 1. Ecate |
| Gea       | 1. Mane |
| Leto      | 1. Apollo 2. Artemide |
| Leucotea  | 1. Pattolo |
| Maia      | 1. Hermes |
| Meti      | 1. Atena |
| Mnemosine | 1. Muse (Le tre muse originali) 1. Aoide 2. Melete 3. Mneme 2. Muse (Le altre nove) 1. Calliope 2. Clio 3. Erato 4. Euterpe 5. Melpomene 6. Polimnia 7. Tersicore 8. Talia 9. Urania                                                                                 |
| Nemesi    | 1. Elena |
| Ora       | 1. Colasso |
| Persefone | 1. Zagreo 2. Sabazio 3. Eubuleo |
| Selene    | 1. Ersa 2. Il leone di Nemea 3. Pandia |
| Temi      | 1. Astrea 2. Nemesi 3. Ore 1. Prima Generazione 1. Auso 2. Carpo 3. Tallo 2. Seconda Generazione 1. Dike 2. Irene 3. Eunomia 3. Terza Generazione 1. Ferusa 2. Euporia 3. Ortosia 4. Moire 1. Atropo 2. Cloto 3. Lachesi 5. Esperidi 1. Egle 2. Eritea 3. Esperetusa |

### Mortali/Ninfe/Madri diverse
| Madre                | Figli                                                                             |
| -------------------- | --------------------------------------------------------------------------------- |
| Alcmena              | 1. Eracle                                                                         |
| Anasitea             | 1. Oleno                                                                          |
| Antiope              | 1. Anfione 2. Zeto                                                                |
| Asteria              | 1. Ecate                                                                          |
| Boetea               | 1. Egipan                                                                         |
| Calice               | 1. Endimione                                                                      |
| Callisto             | 1. Arcade                                                                         |
| Carme                | 1. Britomarti                                                                     |
| Cassiopea            | 1. Atinnio                                                                        |
| Circe                | 1. Fauno                                                                          |
| Danae                | 1. Perseo                                                                         |
| Dia                  | 1. Piritoo                                                                        |
| Egina                | 1. Eaco                                                                           |
| Elara                | 1. Tizio                                                                          |
| Elettra              | 1. Corito 2. Dardano 3. Iasione 4. Armonia 5. Emazione                            |
| Eurimedusa           | 1. Mirmidone                                                                      |
| Eurinome             | 1. Talia                                                                          |
| Eurodia              | 1. Arcesio                                                                        |
| Europa               | 1. Minosse 2. Radamanto 3. Sarpedonte 4. Dodone 5. Carno                          |
| Garamantide          | 1. Iarba                                                                          |
| Imalia               | 1. Cronio 2. Spartaio 3. Chito                                                    |
| Iodama               | 1. Tebe                                                                           |
| Io                   | 1. Epafo 2. Ceroessa                                                              |
| Isonoe               | 1. Orcomeno                                                                       |
| Lamia                | 1. Scilla 2. Sibilla Libica                                                       |
| Laodamia             | 1. Sarpedonte 2. Claro 3. Temone                                                  |
| Leda                 | 1. Castore 2. Polluce 3. Elena                                                    |
| Lisitoe              | 1. Eracle                                                                         |
| Mera                 | 1. Locro                                                                          |
| Niobe                | 1. Argo 2. Pelasgo                                                                |
| Otreide              | 1. Meliteo                                                                        |
| Pandora              | 1. Greco 2. Latino                                                                |
| Pluto                | 1. Tantalo                                                                        |
| Podarga              | 1. Balio 2. Xanto                                                                 |
| Pirra                | 1. Elleno                                                                         |
| Protogenia           | 1. Etlio 2. Opo                                                                   |
| Semele               | 1. Dioniso                                                                        |
| Taigete              | 1. Lacedemone                                                                     |
| Talia                | 1. Palici                                                                         |
| Tia                  | 1. Magnete 2. Macedone                                                            |
| Ninfa                | 1. Saone                                                                          |
| Figlia di Boristene  | 1. Targitao                                                                       |
| Da madre sconosciuta | 1. Ate 2. Corinto 3. Crinaco 4. Lamo 5. Litai 6. Oneso 7. Solimo 8. Tiche 9. Trie |
| Creata da una nuvola | 1. Nefele                                                                         |

Oltre a questo stuolo di personaggi femminili, divini, semidivini e mortali amati e/o rapiti, il Signore dell'Olimpo ebbe anche un amante maschio, il bel principe adolescente del popolo dei troiani Ganimede.

## Alberi genealogici di Zeus

### Genealogia (Esiodo)
|                   |                   |                   |                   |                   |                   |      |      |      |      |      |      |  |  |        |        |        |        |          |        |   |   |          |          |          |          |          |          |  |  |           |           |           |           |           |           |  |  |     |     |     |     |     |     |  |  |         |         |         |         |         |         |  |  |       |       |       |       |       |       |
|                   |                   |                   |                   |                   |                   |      |      |      |      |      |      |  |  |        |        |        |        |          |        |   |   | Urano    | Urano    | Urano    | Urano    | Urano    | Urano    |  |  | Gea       | Gea       | Gea       | Gea       | Gea       | Gea       |  |  |     |     |     |     |     |     |  |  |         |         |         |         |         |         |  |  |       |       |       |       |       |       |
|                   |                   |                   |                   |                   |                   |      |      |      |      |      |      |  |  |        |        |        |        |          |        |   |   | Urano    | Urano    | Urano    | Urano    | Urano    | Urano    |  |  | Gea       | Gea       | Gea       | Gea       | Gea       | Gea       |  |  |     |     |     |     |     |     |  |  |         |         |         |         |         |         |  |  |       |       |       |       |       |       |
|                   |                   |                   |                   |                   |                   |      |      |      |      |      |      |  |  |        |        |        |        |          |        |   |   |          |          |          |          |          |          |  |  |           |           |           |           |           |           |  |  |     |     |     |     |     |     |  |  |         |         |         |         |         |         |  |  |       |       |       |       |       |       |
|                   |                   |                   |                   |                   |                   |      |      |      |      |      |      |  |  |        |        |        |        |          |        |   |   |          |          |          |          |          |          |  |  |           |           |           |           |           |           |  |  |     |     |     |     |     |     |  |  |         |         |         |         |         |         |  |  |       |       |       |       |       |       |
| Genitali di Urano | Genitali di Urano | Genitali di Urano | Genitali di Urano | Genitali di Urano | Genitali di Urano |      |      |      |      |      |      |  |  |        |        |        |        |          |        |   |   | Crono    | Crono    | Crono    | Crono    | Crono    | Crono    |  |  | Rea       | Rea       | Rea       | Rea       | Rea       | Rea       |  |  |     |     |     |     |     |     |  |  |         |         |         |         |         |         |  |  |       |       |       |       |       |       |
| Genitali di Urano | Genitali di Urano | Genitali di Urano | Genitali di Urano | Genitali di Urano | Genitali di Urano |      |      |      |      |      |      |  |  |        |        |        |        |          |        |   |   | Crono    | Crono    | Crono    | Crono    | Crono    | Crono    |  |  | Rea       | Rea       | Rea       | Rea       | Rea       | Rea       |  |  |     |     |     |     |     |     |  |  |         |         |         |         |         |         |  |  |       |       |       |       |       |       |
|                   |                   |                   |                   |                   |                   |      |      |      |      |      |      |  |  |        |        |        |        |          |        |   |   |          |          |          |          |          |          |  |  |           |           |           |           |           |           |  |  |     |     |     |     |     |     |  |  |         |         |         |         |         |         |  |  |       |       |       |       |       |       |
|                   |                   |                   |                   |                   |                   |      |      |      |      |      |      |  |  |        |        |        |        |          |        |   |   |          |          |          |          |          |          |  |  |           |           |           |           |           |           |  |  |     |     |     |     |     |     |  |  |         |         |         |         |         |         |  |  |       |       |       |       |       |       |
|                   |                   |                   |                   |                   |                   | Zeus | Zeus | Zeus | Zeus | Zeus | Zeus |  |  |        |        |        |        |          |        |   |   | Era      | Era      | Era      | Era      | Era      | Era      |  |  | Poseidone | Poseidone | Poseidone | Poseidone | Poseidone | Poseidone |  |  | Ade | Ade | Ade | Ade | Ade | Ade |  |  | Demetra | Demetra | Demetra | Demetra | Demetra | Demetra |  |  | Estia | Estia | Estia | Estia | Estia | Estia |
|                   |                   |                   |                   |                   |                   | Zeus | Zeus | Zeus | Zeus | Zeus | Zeus |  |  |        |        |        |        |          |        |   |   | Era      | Era      | Era      | Era      | Era      | Era      |  |  | Poseidone | Poseidone | Poseidone | Poseidone | Poseidone | Poseidone |  |  | Ade | Ade | Ade | Ade | Ade | Ade |  |  | Demetra | Demetra | Demetra | Demetra | Demetra | Demetra |  |  | Estia | Estia | Estia | Estia | Estia | Estia |
|                   |                   |                   |                   |                   |                   |      |      |      |      |      |      |  |  |        |        |        |        |          |        |   |   |          |          |          |          |          |          |  |  |           |           |           |           |           |           |  |  |     |     |     |     |     |     |  |  |         |         |         |         |         |         |  |  |       |       |       |       |       |       |
|                   |                   |                   |                   |                   |                   |      |      |      |      |      |      |  |  |        |        |        |        |          |        |   |   |          |          |          |          |          |          |  |  |           |           |           |           |           |           |  |  |     |     |     |     |     |     |  |  |         |         |         |         |         |         |  |  |       |       |       |       |       |       |
|                   |                   |                   |                   |                   |                   |      |      |      |      |      |      |  |  |        |        |        |        |          |        | a |   |          |          |          |          |          |          |  |  |           |           |           |           |           |           |  |  |     |     |     |     |     |     |  |  |         |         |         |         |         |         |  |  |       |       |       |       |       |       |
|                   |                   |                   |                   |                   |                   |      |      |      |      |      |      |  |  |        |        |        |        |          |        |   |   |          |          | b        |          |          |          |  |  |           |           |           |           |           |           |  |  |     |     |     |     |     |     |  |  |         |         |         |         |         |         |  |  |       |       |       |       |       |       |
|                   |                   |                   |                   |                   |                   |      |      |      |      |      |      |  |  |        |        |        |        |          |        |   |   |          |          |          |          |          |          |  |  |           |           |           |           |           |           |  |  |     |     |     |     |     |     |  |  |         |         |         |         |         |         |  |  |       |       |       |       |       |       |
|                   |                   |                   |                   |                   |                   |      |      |      |      |      |      |  |  | Ares   | Ares   | Ares   | Ares   | Ares     | Ares   |   |   | Efesto   | Efesto   | Efesto   | Efesto   | Efesto   | Efesto   |  |  |           |           |           |           |           |           |  |  |     |     |     |     |     |     |  |  |         |         |         |         |         |         |  |  |       |       |       |       |       |       |
|                   |                   |                   |                   |                   |                   |      |      |      |      |      |      |  |  | Ares   | Ares   | Ares   | Ares   | Ares     | Ares   |   |   | Efesto   | Efesto   | Efesto   | Efesto   | Efesto   | Efesto   |  |  | Meti      |           |           |           |           |           |  |  |     |     |     |     |     |     |  |  |         |         |         |         |         |         |  |  |       |       |       |       |       |       |
|                   |                   |                   |                   |                   |                   |      |      |      |      |      |      |  |  |        |        |        |        |          |        |   |   |          |          |          |          |          |          |  |  |           |           |           |           |           |           |  |  |     |     |     |     |     |     |  |  |         |         |         |         |         |         |  |  |       |       |       |       |       |       |
|                   |                   |                   |                   |                   |                   |      |      |      |      |      |      |  |  |        |        |        |        | Atena    |        |   |   |          |          |          |          |          |          |  |  |           |           |           |           |           |           |  |  |     |     |     |     |     |     |  |  |         |         |         |         |         |         |  |  |       |       |       |       |       |       |
|                   |                   |                   |                   |                   |                   |      |      |      |      |      |      |  |  |        |        |        |        |          |        |   |   |          |          |          |          |          |          |  |  | Latona    |           |           |           |           |           |  |  |     |     |     |     |     |     |  |  |         |         |         |         |         |         |  |  |       |       |       |       |       |       |
|                   |                   |                   |                   |                   |                   |      |      |      |      |      |      |  |  |        |        |        |        |          |        |   |   |          |          |          |          |          |          |  |  |           |           |           |           |           |           |  |  |     |     |     |     |     |     |  |  |         |         |         |         |         |         |  |  |       |       |       |       |       |       |
|                   |                   |                   |                   |                   |                   |      |      |      |      |      |      |  |  |        |        |        |        |          |        |   |   |          |          |          |          |          |          |  |  |           |           |           |           |           |           |  |  |     |     |     |     |     |     |  |  |         |         |         |         |         |         |  |  |       |       |       |       |       |       |
|                   |                   |                   |                   |                   |                   |      |      |      |      |      |      |  |  |        |        |        |        |          |        |   |   |          |          |          |          |          |          |  |  |           |           |           |           |           |           |  |  |     |     |     |     |     |     |  |  |         |         |         |         |         |         |  |  |       |       |       |       |       |       |
|                   |                   |                   |                   |                   |                   |      |      |      |      |      |      |  |  | Apollo | Apollo | Apollo | Apollo | Apollo   | Apollo |   |   | Artemide | Artemide | Artemide | Artemide | Artemide | Artemide |  |  |           |           |           |           |           |           |  |  |     |     |     |     |     |     |  |  |         |         |         |         |         |         |  |  |       |       |       |       |       |       |
|                   |                   |                   |                   |                   |                   |      |      |      |      |      |      |  |  | Apollo | Apollo | Apollo | Apollo | Apollo   | Apollo |   |   | Artemide | Artemide | Artemide | Artemide | Artemide | Artemide |  |  | Maia      |           |           |           |           |           |  |  |     |     |     |     |     |     |  |  |         |         |         |         |         |         |  |  |       |       |       |       |       |       |
|                   |                   |                   |                   |                   |                   |      |      |      |      |      |      |  |  |        |        |        |        |          |        |   |   |          |          |          |          |          |          |  |  |           |           |           |           |           |           |  |  |     |     |     |     |     |     |  |  |         |         |         |         |         |         |  |  |       |       |       |       |       |       |
|                   |                   |                   |                   |                   |                   |      |      |      |      |      |      |  |  |        |        |        |        | Ermes    |        |   |   |          |          |          |          |          |          |  |  |           |           |           |           |           |           |  |  |     |     |     |     |     |     |  |  |         |         |         |         |         |         |  |  |       |       |       |       |       |       |
|                   |                   |                   |                   |                   |                   |      |      |      |      |      |      |  |  |        |        |        |        |          |        |   |   |          |          |          |          |          |          |  |  | Semele    |           |           |           |           |           |  |  |     |     |     |     |     |     |  |  |         |         |         |         |         |         |  |  |       |       |       |       |       |       |
|                   |                   |                   |                   |                   |                   |      |      |      |      |      |      |  |  |        |        |        |        |          |        |   |   |          |          |          |          |          |          |  |  |           |           |           |           |           |           |  |  |     |     |     |     |     |     |  |  |         |         |         |         |         |         |  |  |       |       |       |       |       |       |
|                   |                   |                   |                   |                   |                   |      |      |      |      |      |      |  |  |        |        |        |        | Dioniso  |        |   |   |          |          |          |          |          |          |  |  |           |           |           |           |           |           |  |  |     |     |     |     |     |     |  |  |         |         |         |         |         |         |  |  |       |       |       |       |       |       |
|                   |                   |                   |                   |                   |                   |      |      |      |      |      |      |  |  |        |        |        |        |          |        |   |   |          |          |          |          |          |          |  |  | Dione     |           |           |           |           |           |  |  |     |     |     |     |     |     |  |  |         |         |         |         |         |         |  |  |       |       |       |       |       |       |
|                   |                   |                   |                   |                   |                   |      |      |      |      |      |      |  |  |        |        |        |        |          |        |   |   |          |          |          |          |          |          |  |  |           |           |           |           |           |           |  |  |     |     |     |     |     |     |  |  |         |         |         |         |         |         |  |  |       |       |       |       |       |       |
| a                 | a                 | a                 | a                 | a                 | a                 |      |      |      |      |      |      |  |  |        |        |        |        |          |        | b | b | b        | b        | b        | b        |          |          |  |  |           |           |           |           |           |           |  |  |     |     |     |     |     |     |  |  |         |         |         |         |         |         |  |  |       |       |       |       |       |       |
| a                 | a                 | a                 | a                 | a                 | a                 |      |      |      |      |      |      |  |  |        |        |        |        |          |        | b | b | b        | b        | b        | b        |          |          |  |  |           |           |           |           |           |           |  |  |     |     |     |     |     |     |  |  |         |         |         |         |         |         |  |  |       |       |       |       |       |       |
|                   |                   |                   |                   |                   |                   |      |      |      |      |      |      |  |  |        |        |        |        |          |        |   |   |          |          |          |          |          |          |  |  |           |           |           |           |           |           |  |  |     |     |     |     |     |     |  |  |         |         |         |         |         |         |  |  |       |       |       |       |       |       |
|                   |                   |                   |                   |                   |                   |      |      |      |      |      |      |  |  |        |        |        |        | Afrodite |        |   |   |          |          |          |          |          |          |  |  |           |           |           |           |           |           |  |  |     |     |     |     |     |     |  |  |         |         |         |         |         |         |  |  |       |       |       |       |       |       |

### Genealogia degli Inachidi
|        |        |        |        |        |        |          |          |            |            |            |            |            |            |            |            |            |            |            |            |          |          |        |        |          |          |          |          | Inaco    | Inaco    | Inaco  | Inaco  | Inaco | Inaco |          |       | Melia     | Melia     | Melia     | Melia     | Melia     | Melia     |         |         |         |         |         |         |         |         |            |            |            |            |            |            |         |         |           |           |           |           |           |           |      |      |  |  |  |  |
|        |        |        |        |        |        |          |          |            |            |            |            |            |            |            |            |            |            |            |            |          |          |        |        |          |          |          |          | Inaco    | Inaco    | Inaco  | Inaco  | Inaco | Inaco |          |       | Melia     | Melia     | Melia     | Melia     | Melia     | Melia     |         |         |         |         |         |         |         |         |            |            |            |            |            |            |         |         |           |           |           |           |           |           |      |      |  |  |  |  |
|        |        |        |        |        |        |          |          |            |            |            |            |            |            |            |            |            |            |            |            |          |          |        |        |          |          |          |          |          |          |        |        |       |       |          |       |           |           |           |           |           |           |         |         |         |         |         |         |         |         |            |            |            |            |            |            |         |         |           |           |           |           |           |           |      |      |  |  |  |  |
|        |        |        |        |        |        |          |          |            |            |            |            |            |            |            |            |            |            |            |            |          |          |        |        |          |          |          |          |          |          |        |        |       |       |          |       |           |           |           |           |           |           |         |         |         |         |         |         |         |         |            |            |            |            |            |            |         |         |           |           |           |           |           |           |      |      |  |  |  |  |
|        |        |        |        |        |        |          |          |            |            |            |            |            |            |            |            |            |            |            |            | Zeus     | Zeus     | Zeus   | Zeus   | Zeus     | Zeus     |          |          | Io       | Io       | Io     | Io     | Io    | Io    |          |       | Foroneo   | Foroneo   | Foroneo   | Foroneo   | Foroneo   | Foroneo   |         |         |         |         |         |         |         |         |            |            |            |            |            |            |         |         |           |           |           |           |           |           |      |      |  |  |  |  |
|        |        |        |        |        |        |          |          |            |            |            |            |            |            |            |            |            |            |            |            | Zeus     | Zeus     | Zeus   | Zeus   | Zeus     | Zeus     |          |          | Io       | Io       | Io     | Io     | Io    | Io    |          |       | Foroneo   | Foroneo   | Foroneo   | Foroneo   | Foroneo   | Foroneo   |         |         |         |         |         |         |         |         |            |            |            |            |            |            |         |         |           |           |           |           |           |           |      |      |  |  |  |  |
|        |        |        |        |        |        |          |          |            |            |            |            |            |            |            |            |            |            |            |            |          |          |        |        |          |          |          |          |          |          |        |        |       |       |          |       |           |           |           |           |           |           |         |         |         |         |         |         |         |         |            |            |            |            |            |            |         |         |           |           |           |           |           |           |      |      |  |  |  |  |
|        |        |        |        |        |        |          |          |            |            |            |            |            |            |            |            |            |            |            |            |          |          |        |        | Epafo    | Epafo    | Epafo    | Epafo    | Epafo    | Epafo    |        |        | Menfi | Menfi | Menfi    | Menfi | Menfi     | Menfi     |           |           |           |           |         |         |         |         |         |         |         |         |            |            |            |            |            |            |         |         |           |           |           |           |           |           |      |      |  |  |  |  |
|        |        |        |        |        |        |          |          |            |            |            |            |            |            |            |            |            |            |            |            |          |          |        |        | Epafo    | Epafo    | Epafo    | Epafo    | Epafo    | Epafo    |        |        | Menfi | Menfi | Menfi    | Menfi | Menfi     | Menfi     |           |           |           |           |         |         |         |         |         |         |         |         |            |            |            |            |            |            |         |         |           |           |           |           |           |           |      |      |  |  |  |  |
|        |        |        |        |        |        |          |          |            |            |            |            |            |            |            |            |            |            |            |            |          |          |        |        |          |          |          |          |          |          |        |        |       |       |          |       |           |           |           |           |           |           |         |         |         |         |         |         |         |         |            |            |            |            |            |            |         |         |           |           |           |           |           |           |      |      |  |  |  |  |
|        |        |        |        |        |        |          |          |            |            |            |            |            |            |            |            |            |            |            |            |          |          |        |        |          |          |          |          | Libia    | Libia    | Libia  | Libia  | Libia | Libia |          |       | Poseidone | Poseidone | Poseidone | Poseidone | Poseidone | Poseidone |         |         |         |         |         |         |         |         |            |            |            |            |            |            |         |         |           |           |           |           |           |           |      |      |  |  |  |  |
|        |        |        |        |        |        |          |          |            |            |            |            |            |            |            |            |            |            |            |            |          |          |        |        |          |          |          |          | Libia    | Libia    | Libia  | Libia  | Libia | Libia |          |       | Poseidone | Poseidone | Poseidone | Poseidone | Poseidone | Poseidone |         |         |         |         |         |         |         |         |            |            |            |            |            |            |         |         |           |           |           |           |           |           |      |      |  |  |  |  |
|        |        |        |        |        |        |          |          |            |            |            |            |            |            |            |            |            |            |            |            |          |          |        |        |          |          |          |          |          |          |        |        |       |       |          |       |           |           |           |           |           |           |         |         |         |         |         |         |         |         |            |            |            |            |            |            |         |         |           |           |           |           |           |           |      |      |  |  |  |  |
|        |        |        |        |        |        |          |          |            |            |            |            |            |            |            |            |            |            |            |            |          |          |        |        |          |          |          |          |          |          |        |        |       |       |          |       |           |           |           |           |           |           |         |         |         |         |         |         |         |         |            |            |            |            |            |            |         |         |           |           |           |           |           |           |      |      |  |  |  |  |
|        |        |        |        |        |        |          |          |            |            |            |            |            |            |            |            | Belo       | Belo       | Belo       | Belo       | Belo     | Belo     |        |        | Anchinoe | Anchinoe | Anchinoe | Anchinoe | Anchinoe | Anchinoe |        |        |       |       |          |       |           |           |           |           |           |           | Agenore | Agenore | Agenore | Agenore | Agenore | Agenore |         |         | Telefassa  | Telefassa  | Telefassa  | Telefassa  | Telefassa  | Telefassa  |         |         |           |           |           |           |           |           |      |      |  |  |  |  |
|        |        |        |        |        |        |          |          |            |            |            |            |            |            |            |            | Belo       | Belo       | Belo       | Belo       | Belo     | Belo     |        |        | Anchinoe | Anchinoe | Anchinoe | Anchinoe | Anchinoe | Anchinoe |        |        |       |       |          |       |           |           |           |           |           |           | Agenore | Agenore | Agenore | Agenore | Agenore | Agenore |         |         | Telefassa  | Telefassa  | Telefassa  | Telefassa  | Telefassa  | Telefassa  |         |         |           |           |           |           |           |           |      |      |  |  |  |  |
|        |        |        |        |        |        |          |          |            |            |            |            |            |            |            |            |            |            |            |            |          |          |        |        |          |          |          |          |          |          |        |        |       |       |          |       |           |           |           |           |           |           |         |         |         |         |         |         |         |         |            |            |            |            |            |            |         |         |           |           |           |           |           |           |      |      |  |  |  |  |
|        |        |        |        |        |        |          |          |            |            |            |            |            |            |            |            |            |            |            |            |          |          |        |        |          |          |          |          |          |          |        |        |       |       |          |       |           |           |           |           |           |           |         |         |         |         |         |         |         |         |            |            |            |            |            |            |         |         |           |           |           |           |           |           |      |      |  |  |  |  |
|        |        |        |        |        |        |          |          |            |            | Danao      | Danao      | Danao      | Danao      | Danao      | Danao      |            |            | Pieria     | Pieria     | Pieria   | Pieria   | Pieria | Pieria |          |          | Egitto   | Egitto   | Egitto   | Egitto   | Egitto | Egitto |       |       | Cadmo    | Cadmo | Cadmo     | Cadmo     | Cadmo     | Cadmo     |           |           | Cilice  | Cilice  | Cilice  | Cilice  | Cilice  | Cilice  |         |         | Europa     | Europa     | Europa     | Europa     | Europa     | Europa     |         |         | Fenice    | Fenice    | Fenice    | Fenice    | Fenice    | Fenice    |      |      |  |  |  |  |
|        |        |        |        |        |        |          |          |            |            | Danao      | Danao      | Danao      | Danao      | Danao      | Danao      |            |            | Pieria     | Pieria     | Pieria   | Pieria   | Pieria | Pieria |          |          | Egitto   | Egitto   | Egitto   | Egitto   | Egitto | Egitto |       |       | Cadmo    | Cadmo | Cadmo     | Cadmo     | Cadmo     | Cadmo     |           |           | Cilice  | Cilice  | Cilice  | Cilice  | Cilice  | Cilice  |         |         | Europa     | Europa     | Europa     | Europa     | Europa     | Europa     |         |         | Fenice    | Fenice    | Fenice    | Fenice    | Fenice    | Fenice    |      |      |  |  |  |  |
|        |        |        |        |        |        |          |          |            |            |            |            |            |            |            |            |            |            |            |            |          |          |        |        |          |          |          |          |          |          |        |        |       |       |          |       |           |           |           |           |           |           |         |         |         |         |         |         |         |         |            |            |            |            |            |            |         |         |           |           |           |           |           |           |      |      |  |  |  |  |
|        |        |        |        |        |        | Mantineo | Mantineo | Mantineo   | Mantineo   | Mantineo   | Mantineo   |            |            | Ipermestra | Ipermestra | Ipermestra | Ipermestra | Ipermestra | Ipermestra |          |          |        |        |          |          | Linceo   | Linceo   | Linceo   | Linceo   | Linceo | Linceo |       |       |          |       |           |           |           |           |           |           |         |         | Armonia | Armonia | Armonia | Armonia | Armonia | Armonia |            |            |            |            |            |            |         |         |           |           | Zeus      | Zeus      | Zeus      | Zeus      | Zeus | Zeus |  |  |  |  |
|        |        |        |        |        |        | Mantineo | Mantineo | Mantineo   | Mantineo   | Mantineo   | Mantineo   |            |            | Ipermestra | Ipermestra | Ipermestra | Ipermestra | Ipermestra | Ipermestra |          |          |        |        |          |          | Linceo   | Linceo   | Linceo   | Linceo   | Linceo | Linceo |       |       |          |       |           |           |           |           |           |           |         |         | Armonia | Armonia | Armonia | Armonia | Armonia | Armonia |            |            |            |            |            |            |         |         |           |           | Zeus      | Zeus      | Zeus      | Zeus      | Zeus | Zeus |  |  |  |  |
|        |        |        |        |        |        |          |          |            |            |            |            |            |            |            |            |            |            |            |            |          |          |        |        |          |          |          |          |          |          |        |        |       |       | Polidoro |       |           |           |           |           |           |           |         |         |         |         |         |         |         |         |            |            |            |            |            |            |         |         |           |           |           |           |           |           |      |      |  |  |  |  |
|        |        |        |        |        |        |          |          |            |            |            |            |            |            |            |            |            |            |            |            |          |          |        |        |          |          |          |          |          |          |        |        |       |       |          |       |           |           |           |           |           |           |         |         |         |         |         |         |         |         |            |            |            |            |            |            |         |         |           |           |           |           |           |           |      |      |  |  |  |  |
| Sparta | Sparta | Sparta | Sparta | Sparta | Sparta |          |          | Lacedemone | Lacedemone | Lacedemone | Lacedemone | Lacedemone | Lacedemone |            |            | Ocalea     | Ocalea     | Ocalea     | Ocalea     | Ocalea   | Ocalea   |        |        | Abante   | Abante   | Abante   | Abante   | Abante   | Abante   |        |        |       |       |          |       |           |           |           |           |           |           | Agave   | Agave   | Agave   | Agave   | Agave   | Agave   |         |         | Sarpedonte | Sarpedonte | Sarpedonte | Sarpedonte | Sarpedonte | Sarpedonte |         |         | Radamanto | Radamanto | Radamanto | Radamanto | Radamanto | Radamanto |      |      |  |  |  |  |
| Sparta | Sparta | Sparta | Sparta | Sparta | Sparta |          |          | Lacedemone | Lacedemone | Lacedemone | Lacedemone | Lacedemone | Lacedemone |            |            | Ocalea     | Ocalea     | Ocalea     | Ocalea     | Ocalea   | Ocalea   |        |        | Abante   | Abante   | Abante   | Abante   | Abante   | Abante   |        |        |       |       |          |       |           |           |           |           |           |           | Agave   | Agave   | Agave   | Agave   | Agave   | Agave   |         |         | Sarpedonte | Sarpedonte | Sarpedonte | Sarpedonte | Sarpedonte | Sarpedonte |         |         | Radamanto | Radamanto | Radamanto | Radamanto | Radamanto | Radamanto |      |      |  |  |  |  |
|        |        |        |        |        |        |          |          |            |            |            |            |            |            |            |            |            |            |            |            |          |          |        |        |          |          |          |          |          |          |        |        |       |       | Autonoe  |       |           |           |           |           |           |           |         |         |         |         |         |         |         |         |            |            |            |            |            |            |         |         |           |           |           |           |           |           |      |      |  |  |  |  |
|        |        |        |        |        |        |          |          |            |            |            |            |            |            |            |            |            |            |            |            |          |          |        |        |          |          |          |          |          |          |        |        |       |       |          |       |           |           |           |           |           |           |         |         |         |         |         |         |         |         |            |            |            |            |            |            |         |         |           |           |           |           |           |           |      |      |  |  |  |  |
|        |        |        |        |        |        |          |          |            |            |            |            |            |            |            |            | Euridice   | Euridice   | Euridice   | Euridice   | Euridice | Euridice |        |        | Acrisio  | Acrisio  | Acrisio  | Acrisio  | Acrisio  | Acrisio  |        |        |       |       |          |       |           |           |           |           |           |           | Ino     | Ino     | Ino     | Ino     | Ino     | Ino     |         |         |            |            |            |            | Minosse    | Minosse    | Minosse | Minosse | Minosse   | Minosse   |           |           |           |           |      |      |  |  |  |  |
|        |        |        |        |        |        |          |          |            |            |            |            |            |            |            |            | Euridice   | Euridice   | Euridice   | Euridice   | Euridice | Euridice |        |        | Acrisio  | Acrisio  | Acrisio  | Acrisio  | Acrisio  | Acrisio  |        |        |       |       |          |       |           |           |           |           |           |           | Ino     | Ino     | Ino     | Ino     | Ino     | Ino     |         |         |            |            |            |            | Minosse    | Minosse    | Minosse | Minosse | Minosse   | Minosse   |           |           |           |           |      |      |  |  |  |  |
|        |        |        |        |        |        |          |          |            |            |            |            |            |            |            |            |            |            |            |            |          |          |        |        |          |          |          |          |          |          |        |        |       |       |          |       |           |           |           |           |           |           |         |         |         |         |         |         |         |         |            |            |            |            |            |            |         |         |           |           |           |           |           |           |      |      |  |  |  |  |
|        |        |        |        |        |        |          |          |            |            |            |            | Zeus       | Zeus       | Zeus       | Zeus       | Zeus       | Zeus       |            |            | Danae    | Danae    | Danae  | Danae  | Danae    | Danae    |          |          |          |          |        |        |       |       |          |       |           |           | Semele    | Semele    | Semele    | Semele    | Semele  | Semele  |         |         | Zeus    | Zeus    | Zeus    | Zeus    | Zeus       | Zeus       |            |            |            |            |         |         |           |           |           |           |           |           |      |      |  |  |  |  |
|        |        |        |        |        |        |          |          |            |            |            |            | Zeus       | Zeus       | Zeus       | Zeus       | Zeus       | Zeus       |            |            | Danae    | Danae    | Danae  | Danae  | Danae    | Danae    |          |          |          |          |        |        |       |       |          |       |           |           | Semele    | Semele    | Semele    | Semele    | Semele  | Semele  |         |         | Zeus    | Zeus    | Zeus    | Zeus    | Zeus       | Zeus       |            |            |            |            |         |         |           |           |           |           |           |           |      |      |  |  |  |  |
|        |        |        |        |        |        |          |          |            |            |            |            |            |            |            |            |            |            |            |            |          |          |        |        |          |          |          |          |          |          |        |        |       |       |          |       |           |           |           |           |           |           |         |         |         |         |         |         |         |         |            |            |            |            |            |            |         |         |           |           |           |           |           |           |      |      |  |  |  |  |
|        |        |        |        |        |        |          |          |            |            |            |            |            |            |            |            | Perseo     | Perseo     | Perseo     | Perseo     | Perseo   | Perseo   |        |        |          |          |          |          |          |          |        |        |       |       |          |       |           |           |           |           |           |           | Dioniso | Dioniso | Dioniso | Dioniso | Dioniso | Dioniso |         |         |            |            |            |            |            |            |         |         |           |           |           |           |           |           |      |      |  |  |  |  |

     uomo

     donna

     divinità

### Genealogia dei Perseidi
|  |  |       |       |       |       |       |       |       |       |        |        |        |        |        |        |       |       |            |            |            |            |            |            |           |           |         |         |         |         | Zeus      | Zeus      | Zeus      | Zeus      | Zeus      | Zeus      |            |            | Danae      | Danae      | Danae      | Danae      | Danae     | Danae     |           |           |           |           |          |          |          |          |          |          |          |          |         |         |          |          |          |          |          |          |         |         |         |         |  |  |  |  |         |         |         |         |         |         |
|  |  |       |       |       |       |       |       |       |       |        |        |        |        |        |        |       |       |            |            |            |            |            |            |           |           |         |         |         |         | Zeus      | Zeus      | Zeus      | Zeus      | Zeus      | Zeus      |            |            | Danae      | Danae      | Danae      | Danae      | Danae     | Danae     |           |           |           |           |          |          |          |          |          |          |          |          |         |         |          |          |          |          |          |          |         |         |         |         |  |  |  |  |         |         |         |         |         |         |
|  |  |       |       |       |       |       |       |       |       |        |        |        |        |        |        |       |       |            |            |            |            |            |            |           |           |         |         |         |         |           |           |           |           |           |           |            |            |            |            |            |            |           |           |           |           |           |           |          |          |          |          |          |          |          |          |         |         |          |          |          |          |          |          |         |         |         |         |  |  |  |  |         |         |         |         |         |         |
|  |  |       |       |       |       |       |       |       |       |        |        |        |        |        |        |       |       |            |            |            |            |            |            |           |           |         |         |         |         |           |           |           |           | Perseo    | Perseo    | Perseo     | Perseo     | Perseo     | Perseo     |            |            | Andromeda | Andromeda | Andromeda | Andromeda | Andromeda | Andromeda |          |          |          |          |          |          |          |          |         |         |          |          |          |          |          |          |         |         |         |         |  |  |  |  |         |         |         |         |         |         |
|  |  |       |       |       |       |       |       |       |       |        |        |        |        |        |        |       |       |            |            |            |            |            |            |           |           |         |         |         |         |           |           |           |           | Perseo    | Perseo    | Perseo     | Perseo     | Perseo     | Perseo     |            |            | Andromeda | Andromeda | Andromeda | Andromeda | Andromeda | Andromeda |          |          |          |          |          |          |          |          |         |         |          |          |          |          |          |          |         |         |         |         |  |  |  |  |         |         |         |         |         |         |
|  |  |       |       |       |       |       |       |       |       |        |        |        |        |        |        |       |       |            |            |            |            |            |            |           |           |         |         |         |         |           |           |           |           |           |           |            |            |            |            |            |            |           |           |           |           |           |           |          |          |          |          |          |          |          |          |         |         |          |          |          |          |          |          |         |         |         |         |  |  |  |  |         |         |         |         |         |         |
|  |  |       |       |       |       |       |       |       |       |        |        |        |        |        |        |       |       |            |            |            |            |            |            |           |           |         |         |         |         |           |           |           |           |           |           |            |            |            |            |            |            |           |           |           |           |           |           |          |          |          |          |          |          |          |          |         |         |          |          |          |          |          |          |         |         |         |         |  |  |  |  |         |         |         |         |         |         |
|  |  | Perse | Perse | Perse | Perse | Perse | Perse |       |       |        |        | Alceo  | Alceo  | Alceo  | Alceo  | Alceo | Alceo |            |            | Hipponome  | Hipponome  | Hipponome  | Hipponome  | Hipponome | Hipponome |         |         |         |         |           |           |           |           |           |           | Elettrione | Elettrione | Elettrione | Elettrione | Elettrione | Elettrione |           |           | Anasso    | Anasso    | Anasso    | Anasso    | Anasso   | Anasso   |          |          |          |          | Stenelo  | Stenelo  | Stenelo | Stenelo | Stenelo  | Stenelo  |          |          | Nicippe  | Nicippe  | Nicippe | Nicippe | Nicippe | Nicippe |  |  |  |  | Mestore | Mestore | Mestore | Mestore | Mestore | Mestore |
|  |  | Perse | Perse | Perse | Perse | Perse | Perse |       |       |        |        | Alceo  | Alceo  | Alceo  | Alceo  | Alceo | Alceo |            |            | Hipponome  | Hipponome  | Hipponome  | Hipponome  | Hipponome | Hipponome |         |         |         |         |           |           |           |           |           |           | Elettrione | Elettrione | Elettrione | Elettrione | Elettrione | Elettrione |           |           | Anasso    | Anasso    | Anasso    | Anasso    | Anasso   | Anasso   |          |          |          |          | Stenelo  | Stenelo  | Stenelo | Stenelo | Stenelo  | Stenelo  |          |          | Nicippe  | Nicippe  | Nicippe | Nicippe | Nicippe | Nicippe |  |  |  |  | Mestore | Mestore | Mestore | Mestore | Mestore | Mestore |
|  |  |       |       |       |       |       |       |       |       |        |        |        |        |        |        |       |       |            |            |            |            |            |            |           |           |         |         |         |         |           |           |           |           |           |           |            |            |            |            |            |            |           |           |           |           |           |           |          |          |          |          |          |          |          |          |         |         |          |          |          |          |          |          |         |         |         |         |  |  |  |  |         |         |         |         |         |         |
|  |  |       |       |       |       |       |       |       |       |        |        |        |        |        |        |       |       |            |            |            |            |            |            |           |           |         |         |         |         |           |           |           |           |           |           |            |            |            |            |            |            |           |           |           |           |           |           |          |          |          |          |          |          |          |          |         |         |          |          |          |          |          |          |         |         |         |         |  |  |  |  |         |         |         |         |         |         |
|  |  |       |       |       |       |       |       | Anaxo | Anaxo | Anaxo  | Anaxo  | Anaxo  | Anaxo  |        |        |       |       | Anfitrione | Anfitrione | Anfitrione | Anfitrione | Anfitrione | Anfitrione |           |           | Alcmena | Alcmena | Alcmena | Alcmena | Alcmena   | Alcmena   |           |           | Zeus      | Zeus      | Zeus       | Zeus       | Zeus       | Zeus       |            |            |           |           |           |           | Licimnio  | Licimnio  | Licimnio | Licimnio | Licimnio | Licimnio |          |          |          |          |         |         | Euristeo | Euristeo | Euristeo | Euristeo | Euristeo | Euristeo |         |         |         |         |  |  |  |  |         |         |         |         |         |         |
|  |  |       |       |       |       |       |       | Anaxo | Anaxo | Anaxo  | Anaxo  | Anaxo  | Anaxo  |        |        |       |       | Anfitrione | Anfitrione | Anfitrione | Anfitrione | Anfitrione | Anfitrione |           |           | Alcmena | Alcmena | Alcmena | Alcmena | Alcmena   | Alcmena   |           |           | Zeus      | Zeus      | Zeus       | Zeus       | Zeus       | Zeus       |            |            |           |           |           |           | Licimnio  | Licimnio  | Licimnio | Licimnio | Licimnio | Licimnio |          |          |          |          |         |         | Euristeo | Euristeo | Euristeo | Euristeo | Euristeo | Euristeo |         |         |         |         |  |  |  |  |         |         |         |         |         |         |
|  |  |       |       |       |       |       |       |       |       |        |        |        |        |        |        |       |       |            |            |            |            |            |            |           |           |         |         |         |         |           |           |           |           |           |           |            |            |            |            |            |            |           |           |           |           |           |           |          |          |          |          |          |          |          |          |         |         |          |          |          |          |          |          |         |         |         |         |  |  |  |  |         |         |         |         |         |         |
|  |  |       |       |       |       |       |       |       |       |        |        |        |        |        |        |       |       |            |            |            |            |            |            |           |           |         |         |         |         |           |           |           |           |           |           |            |            |            |            |            |            |           |           |           |           |           |           |          |          |          |          |          |          |          |          |         |         |          |          |          |          |          |          |         |         |         |         |  |  |  |  |         |         |         |         |         |         |
|  |  |       |       |       |       |       |       |       |       | Ificle | Ificle | Ificle | Ificle | Ificle | Ificle |       |       |            |            |            |            |            |            |           |           |         |         |         |         |           |           |           |           | Megara    | Megara    | Megara     | Megara     | Megara     | Megara     |            |            | Eracle    | Eracle    | Eracle    | Eracle    | Eracle    | Eracle    |          |          | Deianira | Deianira | Deianira | Deianira | Deianira | Deianira |         |         | Ebe      | Ebe      | Ebe      | Ebe      | Ebe      | Ebe      |         |         |         |         |  |  |  |  |         |         |         |         |         |         |
|  |  |       |       |       |       |       |       |       |       | Ificle | Ificle | Ificle | Ificle | Ificle | Ificle |       |       |            |            |            |            |            |            |           |           |         |         |         |         |           |           |           |           | Megara    | Megara    | Megara     | Megara     | Megara     | Megara     |            |            | Eracle    | Eracle    | Eracle    | Eracle    | Eracle    | Eracle    |          |          | Deianira | Deianira | Deianira | Deianira | Deianira | Deianira |         |         | Ebe      | Ebe      | Ebe      | Ebe      | Ebe      | Ebe      |         |         |         |         |  |  |  |  |         |         |         |         |         |         |
|  |  |       |       |       |       |       |       |       |       |        |        |        |        |        |        |       |       |            |            |            |            |            |            |           |           |         |         |         |         |           |           |           |           |           |           |            |            |            |            |            |            |           |           |           |           |           |           |          |          |          |          |          |          |          |          |         |         |          |          |          |          |          |          |         |         |         |         |  |  |  |  |         |         |         |         |         |         |
|  |  |       |       |       |       |       |       |       |       |        |        |        |        |        |        |       |       |            |            |            |            |            |            |           |           |         |         |         |         |           |           |           |           |           |           |            |            |            |            |            |            |           |           |           |           |           |           |          |          |          |          |          |          |          |          |         |         |          |          |          |          |          |          |         |         |         |         |  |  |  |  |         |         |         |         |         |         |
|  |  |       |       |       |       |       |       |       |       | Iolao  | Iolao  | Iolao  | Iolao  | Iolao  | Iolao  |       |       |            |            |            |            |            |            |           |           |         |         |         |         | Tre figli | Tre figli | Tre figli | Tre figli | Tre figli | Tre figli |            |            |            |            | Illo       | Illo       | Illo      | Illo      | Illo      | Illo      |           |           | Macaria  | Macaria  | Macaria  | Macaria  | Macaria  | Macaria  |          |          | Altri   | Altri   | Altri    | Altri    | Altri    | Altri    |          |          |         |         |         |         |  |  |  |  |         |         |         |         |         |         |

## Nella cultura di massa
- Zeus è l'antagonista principale dei videogiochi God of War II e God of War III. In God of War II Zeus tradisce Kratos, uccidendolo. Questo, dopo essere stato salvato da Gaia, si dirige presso l'isola delle moire dove, dopo averle uccise, ritorna indietro nel tempo, nel momento in cui Zeus l'ha tradito. In God of War III, Zeus è l'ultima divinità olimpica a cadere per mano di Kratos. Infatti la sua morte riporta l'Antica Grecia al Caos Primordiale.
- Zeus compare anche nel nuovo videogioco del SIE Santa Monica Studio, God of War sotto forma di visione quando Kratos raggiunge il regno di Helheim.
- Zeus appare nel film Scontro di titani, nel suo remake Scontro tra titani e in La furia dei titani, sequel del secondo.
- Compare anche nel celebre Classico Disney Hercules.
- Zeus appare nella serie televisiva C'era una volta, al ventunesimo episodio della quinta stagione, dove riporta in vita Capitan Uncino come ricompensa per aver sconfitto Ade.
- Nel film Wonder Woman l'omonima protagonista è figlia di Zeus.
- Nei libri di Percy Jackson e gli dei dell'Olimpo di Rick Riordan, appare il padre divino della semidea greca Talia Grace; nei capitoli paralleli di Percy Jackson e gli eroi dell'Olimpo, Zeus è fondamentale, insieme al resto degli dei, per la sconfitta dei giganti figli di Gea. La forma romana di Zeus, Giove, si rivela anche essere il padre di Jason Grace, il fratello minore di Talia. Nel libro Le sfide di Apollo, sempre di Riordan, il divino Zeus punisce Apollo rendendolo mortale, dopo i fatti degli eroi dell'Olimpo.
- Nel videogioco Apotheon è il principale antagonista insieme al resto degli dei.
- Nel manga di Record of Ragnarok, Zeus è uno degli dei che combatte al torneo del Ragnarok.
- Zeus compare nel film Thor: Love and Thunder (facente parte del MCU) ed è interpretato da Russell Crowe.
- Zeus è una delle divinità giocabili in Smite